# Asser (moine)
Vous lisez un « bon article » labellisé en 2018.
Pour les articles homonymes, voir Asser.
Asser est un moine et écrivain gallois mort en 908 ou 909.
Originaire de St Davids, dans le Dyfed, Asser rejoint la cour du roi de Wessex Alfred le Grand vers 885. Il fait partie du cercle d'érudits recrutés par Alfred en vue d'initier un renouveau des lettres et de l'éducation dans son royaume. Asser participe ainsi au programme alfrédien de traductions en vieil anglais de textes latins, apportant son aide au roi dans la traduction de la Règle pastorale du pape Grégoire le Grand. Il occupe le poste d'évêque de Sherborne dans les dernières années de sa vie.
En 893, Asser rédige la Vita Ælfredi regis Angul Saxonum (Histoire du roi Alfred), une courte biographie en latin d'Alfred. Ce texte, qui s'inspire en partie de modèles carolingiens, s'adresse vraisemblablement à un public gallois. Bien qu'elle soit partisane, cette biographie constitue une source fondamentale pour l'étude du règne d'Alfred. Son unique exemplaire manuscrit connu est détruit lors d'un incendie en 1731, mais son texte subsiste grâce à des transcriptions réalisées auparavant. L'authenticité de l’Histoire du roi Alfred fait désormais consensus parmi les chercheurs contemporains, bien qu'elle ait été ponctuellement remise en question par des historiens voulant l'attribuer à un auteur plus tardif.

## Biographie

### Origines

Le Sud de l'Angleterre et du pays de Galles à l'époque d'Asser.

On ne sait presque rien des origines d'Asser. D'après son Histoire du roi Alfred, il est moine à St Davids, dans le royaume de Dyfed, à l'extrémité sud-ouest du pays de Galles. C'est dans cette région qu'il a été élevé, tonsuré et ordonné. Il affirme être parent de Nobis (en), évêque de St David's mort vers 873 ou 874.
Son nom provient du Livre de la Genèse : c'est celui du huitième fils de Jacob, Aser. Les noms d'origine biblique sont couramment donnés au pays de Galles à l'époque, mais Asser a peut-être adopté le sien en entrant dans les ordres. D'après Jérôme de Stridon, Aser signifie « béni » en hébreu. Il est possible qu'Asser se soit appelé à l'origine Gwyn, qui signifie la même chose en gallois.

### À la cour d'Alfred
Alfred le Grand, roi du Wessex de 871 à sa mort, en 899, accorde une grande importance aux lettres et au savoir. Afin de remédier à l'état intellectuel médiocre dans lequel se trouve son royaume, il invite des érudits de toute l'Europe à rejoindre sa cour. En 885, plusieurs rois gallois se soumettent à lui, parmi lesquels Hywel ap Rhys de Glywysing et Hyfaidd ap Bleddri de Dyfed. C'est peut-être à cette occasion qu'il entend parler d'Asser. Un dénommé Asser, qui pourrait être le moine de St David's, apparaît en effet comme témoin d'une charte du roi Hywel émise vers la même période.
La première rencontre entre Alfred et Asser, rapportée par ce dernier dans le chapitre 79 de sa biographie du roi, prend place à Dean (aujourd'hui East Dean et West Dean), dans le Sussex, au début de l'année 885. Le moine hésite à abandonner sa carrière monastique, et le roi lui suggère de partager son temps entre St David's et sa cour. Asser lui demande un délai de réflexion de six mois. De retour au pays de Galles, il tombe malade et reste confiné pendant douze mois et une semaine au monastère de Caerwent, victime d'une forte fièvre. N'ayant pas reçu de réponse, Alfred lui envoie une lettre pour s'enquérir des raisons de ce retard : Asser lui promet une réponse après sa guérison. En 886, il accepte de consacrer la moitié de son temps à Alfred, selon la suggestion du roi. Il est soutenu en cela par plusieurs membres de la congrégation de St David's, qui espèrent que sa présence auprès du puissant roi de Wessex les protégera des déprédations commises par le roi Hyfaidd.
Le premier séjour d'Asser auprès d'Alfred se déroule probablement d'avril à décembre 886 à Leonaford, une propriété royale dont l'emplacement exact est incertain. Il pourrait s'agir de Landford, dans le Wiltshire. La veille de Noël, Alfred offre à Asser les monastères de Congresbury et Banwell, ainsi qu'un manteau de soie et une quantité importante d'encens. Il l'autorise à se rendre dans ces deux abbayes avant de rentrer à St David's.
Par la suite, Asser continue à partager son temps entre le pays de Galles et l'Angleterre, même s'il privilégie de plus en plus sa patrie d'adoption. Il ne dit rien de ses séjours dans son pays natal, mais parle beaucoup de ses voyages en Angleterre, en particulier de ses visites à Athelney, Countisbury et sur le champ de bataille d'Ashdown. Il rencontre à plusieurs reprises Eadburh, la belle-mère d'Alfred, et semble avoir passé beaucoup de temps en compagnie du roi. À la cour d'Alfred, Asser côtoie d'autres érudits réputés, comme Grimbald et Jean le Vieux-Saxon, qui sont sans doute arrivés la même année que lui. Outre sa biographie du roi, Asser participe à la traduction de la Règle pastorale de Grégoire le Grand et, d'après Guillaume de Malmesbury, à celle des Mètres de Boèce.

### Dernières années
Entre 887 et 892, Alfred offre à Asser l'abbaye d'Exeter. Asser devient ensuite évêque de Sherborne, à une date inconnue entre 890 et 900 : son prédécesseur Wulfsige témoigne sur une charte rédigée entre 890 et 896, tandis qu'Asser apparaît pour la première fois en tant qu'évêque en 900. Ce n'est pas sa première nomination épiscopale, puisqu'il est décrit comme évêque dans une copie de la Règle pastorale d'Alfred reçue par Wulfsige. Il est possible qu'Asser ait été évêque de St David's. Dans ses écrits, il indique que le roi Hyfaidd a parfois chassé les évêques de St David's et mentionne avoir lui-même subi ce sort. Giraud de Barri affirme qu'il l'a été dans son Itinerarium Cambriæ, mais il écrit trois siècles plus tard et peut se tromper.
Un « évêque Asser » apparaît sur onze chartes d'Édouard l'Ancien, fils et successeur d'Alfred le Grand, entre 900 et 904. Les Annales Cambriae enregistrent la mort d'Asser en 908, tandis que la Chronique anglo-saxonne la date de 909 ou 910 selon les versions. Cette variation s'explique en partie par les différents choix des chroniqueurs concernant le moment où débute l'année. La mort d'Asser est généralement datée de 908 ou 909 par les historiens modernes,,.

## L'Histoire du roi Alfred

### Une biographie partisane

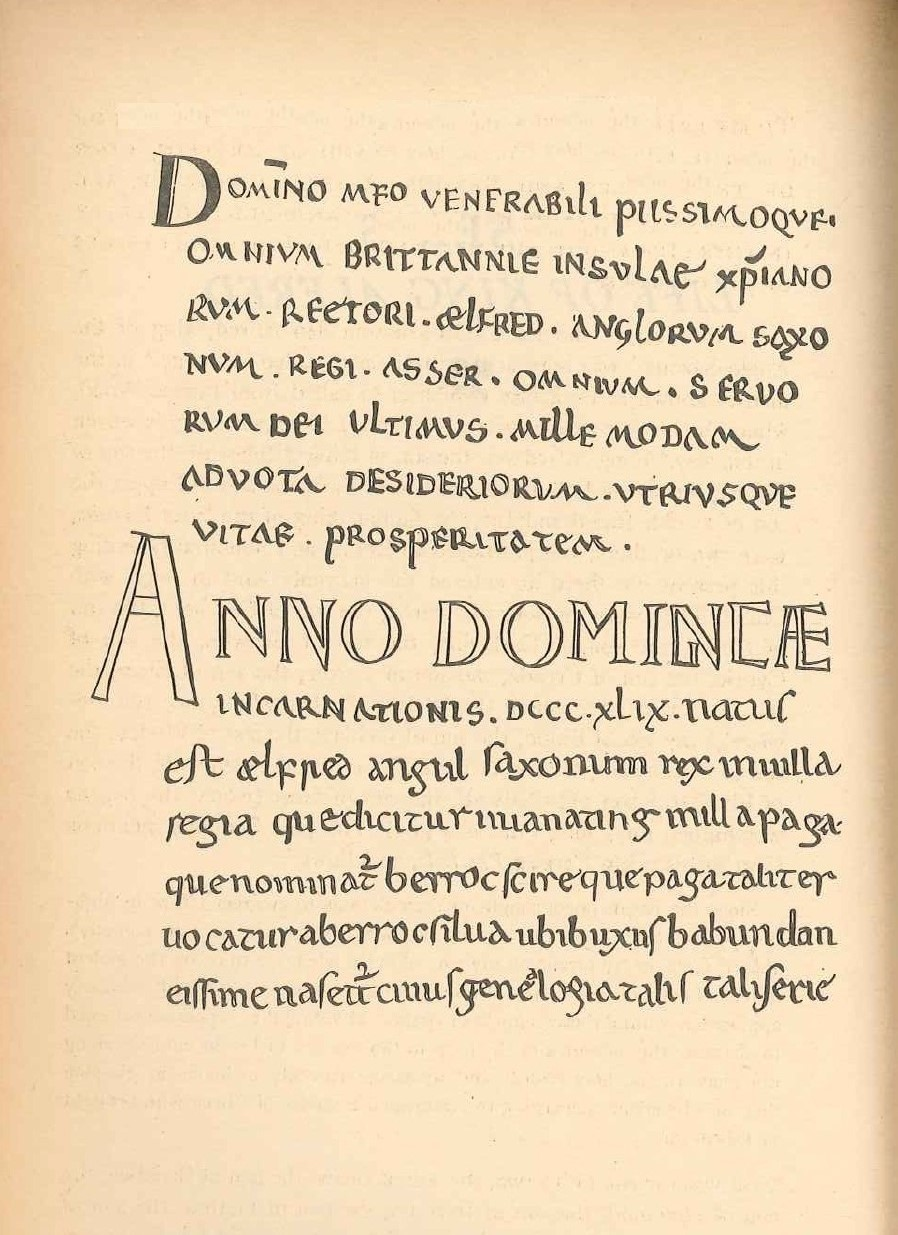
Un fac-similé de la première page du manuscrit de l'Histoire du roi Alfred, réalisé par James Hill en 1722.

En 893, Asser rédige une biographie d'Alfred en latin, la Vita Ælfredi regis Angul Saxonum (littéralement « Vie d'Alfred, roi des Anglo-Saxons »). Il est possible de la dater avec précision parce qu'il y mentionne l'âge du roi. Elle s'achève de manière abrupte, sans couvrir les six dernières années de la vie d'Alfred, alors même qu'Asser lui a survécu. Malgré cela, et bien qu'elle ne fasse que vingt mille mots environ, elle constitue l'une des sources majeures concernant Alfred et son règne. Elle apporte également des informations sur des périodes historiques antérieures, comme lorsque Asser raconte l'histoire d'Eadburh, reine tyrannique de la fin du VIIIe siècle,.
La principale source d'Asser est la Chronique anglo-saxonne. La première partie de son Histoire, couvrant la période de 851 à 887, est principalement constituée d'une traduction des annales concernées, auxquelles Asser ajoute des informations supplémentaires, ainsi que sa propre opinion sur les faits relatés. Dans l'ensemble, son texte rappelle beaucoup les biographies de l'empereur Louis le Pieux rédigées par « l'Astronome » et par Thégan, qui ont pu lui servir de modèles. Il connaît de nombreux textes latins, dont l'Histoire ecclésiastique du peuple anglais de Bède le Vénérable, l'Historia Brittonum, la Vita Alcuini, l'Énéide de Virgile, le Carmen Paschale de Coelius Sedulius, le De Virginitate d'Aldhelm et la Vita Karoli Magni d'Éginhard. Il cite la Règle pastorale de Grégoire le Grand et l'Enchiridion d'Augustin d'Hippone,.
Asser témoigne en revanche d'une maîtrise incertaine de la syntaxe du latin (il lui arrive de confondre les temps du passé et du présent) et se livre à des audaces stylistiques singulières. Il a souvent recours à des termes archaïques ou précieux qui donnent à sa prose un caractère baroque, rappelant le style herméneutique commun à d'autres auteurs britanniques écrivant en latin à la même époque. Son vocabulaire comprend également des termes que l'on ne retrouve que dans des textes d'origine franque. Sans aller jusqu'à imaginer qu'il a été éduqué en Francie, il pourrait avoir appris ces mots auprès des érudits francs présents à la cour d'Alfred, comme Grimbald.
L'Histoire du roi Alfred constitue clairement une biographie partisane. Asser n'y mentionne aucune dissension sous le règne d'Alfred, du moins pas explicitement. Il décrit néanmoins les punitions qu'Alfred doit infliger à ceux qui n'appliquent pas suffisamment vite son programme de fortifications, ce qui suppose une certaine forme de résistance à son autorité. Dans la mesure où son sujet était encore vivant au moment de sa rédaction, il est cependant peu probable que l'Histoire d'Asser contienne des erreurs factuelles,.
Cette biographie pourrait avoir été destinée à un public gallois, si l'on en juge par la manière détaillée dont Asser décrit la géographie du Wessex. Il mentionne également régulièrement les équivalents gallois des toponymes anglais, même dans des cas (comme celui de Nottingham) où cet équivalent gallois n'existe probablement pas. L'objectif de cette biographie pourrait avoir été de familiariser les Gallois avec leur nouveau suzerain en le dépeignant sous un jour favorable. Ce n'est cependant qu'une hypothèse : il est également possible qu'Asser ait simplement nourri un intérêt prononcé pour l'étymologie, ou bien qu'il ait écrit pour des Gallois présents à la cour d'Alfred. Certains passages du livre, comme la description du programme de fortifications d'Alfred, semblent davantage destinés à un public anglais que gallois.

### Une transmission complexe

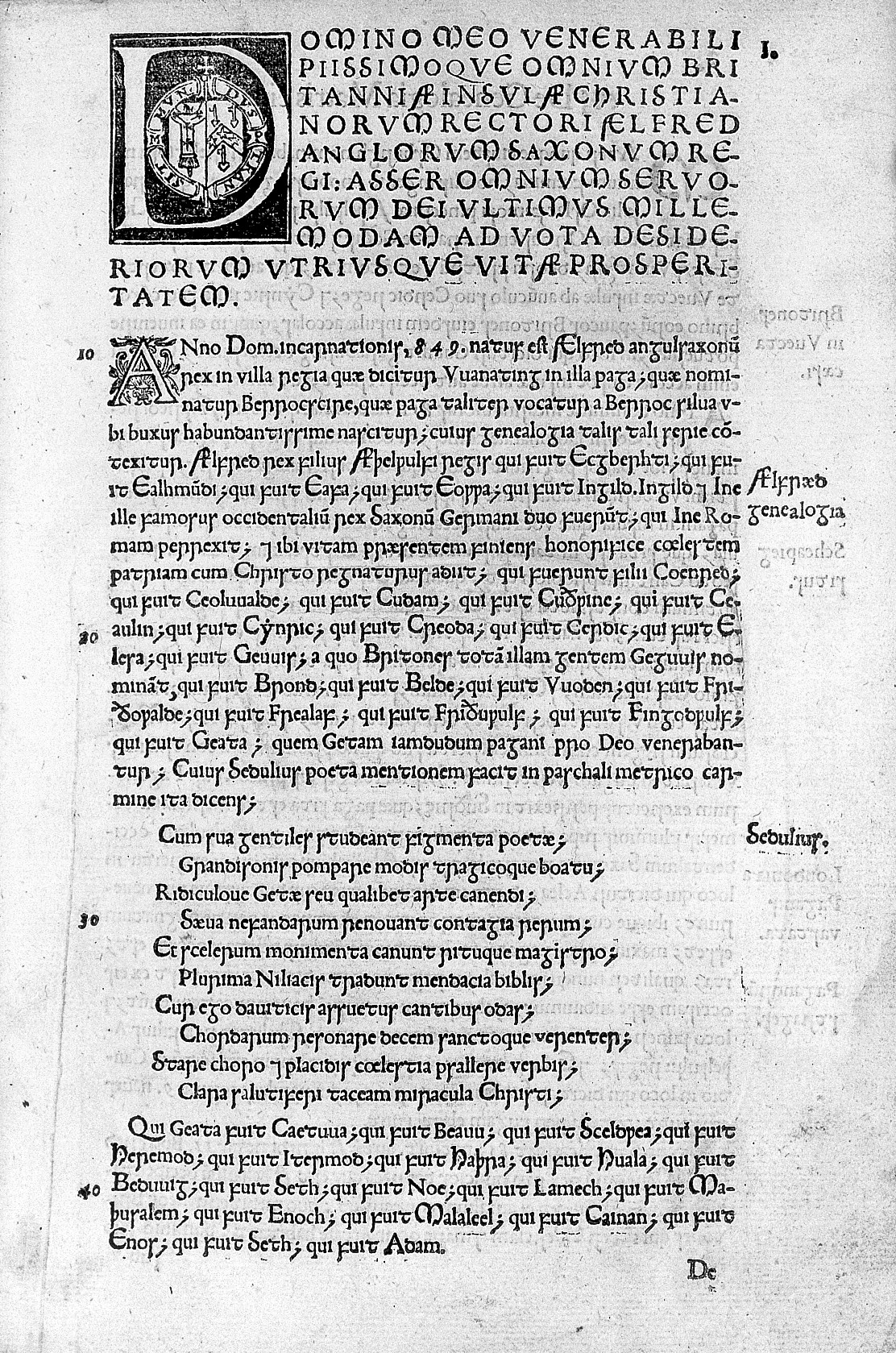
La première page de l'édition de l'Histoire du roi Alfred réalisée par Matthew Parker et publiée en 1574.

Plusieurs chroniqueurs médiévaux ont apparemment eu accès à la biographie rédigée par Asser. C'est le cas de Byrhtferth de Ramsey (vers 1000), de l'auteur de l’Encomium Emmae (début des années 1040), de Jean de Worcester (vers 1100), de l'auteur des Annales de St Neots (vers 1125-1150) et peut-être de Giraud de Barri (vers 1190 ?). Néanmoins, l'Histoire du roi Alfred n'est connue que par un seul manuscrit, copié aux alentours de l'an 1000. Cette faible distribution s'explique peut-être par le caractère inachevé de la biographie.
Le manuscrit de l'Histoire (identifié sous la référence « Cotton Otho A.xii ») refait surface après la dissolution des monastères, dans les années 1540, dans la collection de l'antiquaire John Leland, puis dans celle de l'archevêque de Cantorbéry Matthew Parker. À sa mort, en 1575, Parker lègue sa bibliothèque au Corpus Christi College de l'université de Cambridge, mais le manuscrit de l'Histoire du roi Alfred ne fait pas partie de ce legs. Il passe entre les mains du baron John Lumley vers 1600 avant d'arriver dans la collection de Robert Cotton avant 1621. La bibliothèque Cotton, léguée à l'État britannique par le petit-fils de Cotton en 1702, est conservée au manoir d'Ashburnham House, qui est victime d'un grave incendie le 23 octobre 1731. Le manuscrit de l'Histoire du roi Alfred fait partie des ouvrages qui sont réduits en cendres ce jour-là.
La destruction du manuscrit n'entraîne pas la perte du texte d'Asser : son contenu a été transcrit à plusieurs reprises avant 1731, et il existe un fac-similé de sa première page qui donne une idée de l'écriture du scribe. Les extraits repris par d'autres auteurs ont également contribué à la reconstitution du texte. La tâche des éditeurs n'est pas pour autant aisée, car certaines transcriptions mélangent le texte d'Asser avec d'autres sources : dans son édition de 1574, Matthew Parker y insère des passages des Annales de St Neots, les croyant à tort l'œuvre d'Asser, et quelques années plus tard, en 1604, William Camden y ajoute la légende dépourvue de fondement historique selon laquelle Alfred aurait fondé l'université d'Oxford. Le premier à s'efforcer de retrouver le texte original d'Asser est Francis Wise, dans son édition de 1722, réalisée avec l'aide de Humfrey Wanley. Le philologue anglais W. H. Stevenson produit l'édition de référence de l'Histoire du roi Alfred en 1904. Elle sert de base à la traduction française d'Alban Gautier parue aux Belles Lettres en 2013. Simon Keynes et Michael Lapidge publient en 2004 une traduction en anglais moderne de la biographie d'Alfred, complétée par d'autres textes contemporains.

### Controverses sur l'authenticité de l'Histoire
En 1964, l'historien Vivian Hunter Galbraith publie un article intitulé « Who Wrote Asser's Life of Alfred? » (« Qui a écrit la Vie d'Alfred d'Asser ? »). Il identifie plusieurs anachronismes dans le texte d'Asser, comme son emploi du titre rex Angul Saxonum (« roi des Anglo-Saxons ») pour désigner Alfred, ou le terme parochia qui désigne Exeter, alors que cette ville ne devient le siège d'un diocèse qu'en 1050. D'après Galbraith, le véritable auteur de l'Histoire du roi Alfred est Leofric, évêque des Cornouailles et du Devon à partir de 1046. Il aurait cherché à obtenir la création d'un siège épiscopal à Exeter en inventant un précédent sous le règne d'Alfred le Grand.
Les arguments de Galbraith sont réfutés par Dorothy Whitelock dans son livre The Genuine Asser, paru en 1967. En réalité, l'expression « roi des Anglo-Saxons » est attestée avant 892 dans plusieurs chartes, et l'usage du terme « parochia » n'est pas aussi limité que l'affirme Galbraith : il peut également faire référence à la juridiction d'une église ou d'une abbaye. En outre, la datation du manuscrit Cotton Otho A.xii des alentours de l'an 1000 invalide la théorie de Galbraith, tout comme l'utilisation d'informations tirées d'Asser par des chroniqueurs plus anciens que Leofric,.
L'idée que l'Histoire du roi Alfred puisse être une forgerie est reprise par Alfred P. Smyth dans son livre King Alfred the Great, paru en 1995. D'après lui, le véritable auteur de ce texte est Byrhtferth, dont le vocabulaire latin présente de fortes similarités avec celui du supposé « Asser ». Son objectif aurait été de rehausser le prestige du mouvement de réforme monastique de la seconde moitié du Xe siècle en l'associant à Alfred. Smyth décrit comme des anachronismes plusieurs caractéristiques du texte, comme l'utilisation du latin pour écrire un récit contemporain, et estime qu'il s'appuie sur des recensions de la Chronique anglo-saxonne qui sont en fait postérieures à la vie d'Alfred. Il rejette les anecdotes rapportées par « Asser » sur l'éducation d'Alfred et sa maladie comme relevant des clichés propres aux hagiographies,.
La théorie de Smyth est l'objet de critiques virulentes de la part de plusieurs chercheurs, notamment Michael Lapidge et Simon Keynes, qui remettent en cause sa méthode comme ses résultats. Smyth rétorque qu'ils refusent d'accepter l'évidence pour ne pas discréditer leurs prédécesseurs Frank Stenton et Dorothy Whitelock qui, comme eux, ont enseigné à l'université de Cambridge. Cette querelle d'universitaires prend une ampleur suffisamment grande pour être rapportée dans la presse à grand tirage au milieu des années 1990.

## Postérité
Asser apparaît dans les Histoires saxonnes de Bernard Cornwell, série de romans historiques se déroulant sous le règne d'Alfred le Grand et de ses successeurs, ainsi que dans la série télévisée The Last Kingdom qui en est adaptée.